# Sorocephalus alopecurus
Sorocephalus alopecurus är en tvåhjärtbladig växtart som beskrevs av Rourke. Sorocephalus alopecurus ingår i släktet Sorocephalus och familjen Proteaceae. Inga underarter finns listade i Catalogue of Life.